# Led Zeppelin European Tour 1970
Led Zeppelin European Tour 1970 var en konsertturné med det brittiska hårdrocksbandet Led Zeppelin i Europa 1970. När Led Zeppelin spelade i Köpenhamn bytte de namn till The Nobs för att Eva von Zeppelin hotade gruppen med stämning. Året innan hade hon misslyckats att stoppa ett framträdande av Led Zeppelin i dansk teve.

## Låtlista
Led Zeppelin repertoar under denna turné var låtar från debutalbumet Led Zeppelin och från II. En ganska typisk låtlista med viss variation är följande:
1. "We're Gonna Groove" (King, Bethea)
2. "I Can't Quit You Baby" (Dixon)
3. "Dazed and Confused" (Page)
4. "Heartbreaker" (Bonham, Page, Plant)
5. "White Summer"/"Black Mountain Side" (Page)
6. "Since I've Been Loving You" (Page, Plant, Jones)
7. "Thank You" (Page, Plant)
8. "What Is and What Should Never Be" (Page, Plant)
9. "Moby Dick" (Bonham)
10. "How Many More Times" (Bonham, Jones, Page)

Extranumren varierade mellan följande låtar:
- "Communication Breakdown" (Bonham, Jones, Page)
- "Whole Lotta Love" (Bonham, Dixon, Jones, Page, Plant)
- "Bring It On Home" (Dixon, Page, Plant)
- "Long Tall Sally" (Little Richard)
- "C'mon Everybody"/"Something Else" (Cochran, Capehart, Sheeley, Cochran)

## Turnédatum
- 23/02/1970  Kulttuuritalo - Helsingfors, Finland
- 25/02/1970  Göteborg, Sverige
- 26/02/1970  Stockholms konserthus - Stockholm, Sverige
- 27/02/1970  Concertgebouw - Amsterdam, Nederländerna
- 28/02/1970  KB-hallen - Köpenhamn, Danmark
- 02/03/1970  Bryssel, Belgien
- 03/03/1970  Köln, Västtyskland
- 04/03/1970  Hannover, Västtyskland
- 05/03/1970  Frankfurt, Västtyskland
- 06/03/1970  Nürnberg, Västtyskland
- 07/03/1970  Montreux Casino - Montreux, Schweiz
- 08/03/1970  Circus Krone - München, Västtyskland
- 09/03/1970  Wiener Konzerthaus - Wien, Österrike
- 10/03/1970  (Inställd) Musikhalle - Frankfurt, Västtyskland
- 11/03/1970  Musikhalle - Hamburg, Västtyskland
- 12/03/1970  Rheinhalle - Düsseldorf, Västtyskland